# Straight-through processing
Straight Through Processing (STP) is een term uit de bankwereld die aangeeft dat een opdracht automatisch verwerkt kan worden zonder menselijke tussenkomst. Hiervoor zijn nauwkeurige protocollen uitgewerkt. SWIFT is de meest gebruikte verzameling van transfer-protocollen. Een voorbeeld van een STP-opdracht is SWIFT MT 103+ (lees: Society for Worldwide Interbank Financial Telecommunication Message Type 103+), de meest gebruikte STP-opdracht voor enkelvoudige overboekingen tussen twee banken.
In engere zin gaat STP-technologie ervan uit dat het makelaarsbedrijf als automatische tussenpersoon tussen klanten en de externe markt optreedt. Klantenorders worden automatisch doorgestuurd om transacties op de externe markt af te sluiten of naar een grote tegenpartij.

## Transacties
STP is begin jaren negentig in Londen voor aandelenhandel ontwikkeld voor geautomatiseerde verwerking op de aandelenmarkten.
In het verleden vergde het betalen altijd handwerk. Het proces duurde vaak enkele uren. Daarnaast leidde extra menselijk ingrijpen tot een grotere kans op fouten.
Met behulp van STP kunnen geld- of effectentransacties dezelfde dag nog worden verwerkt en afgesloten.
Betalingen kunnen om verschillende redenen nog steeds niet-STP zijn.

## Voordelen
Wanneer STP volledig is geïmplementeerd, kan vermogensbeheerders voordelen bieden zoals kortere verwerkingscycli, en lager afwikkelingsrisico en lagere transactiekosten.
Sommige brancheanalisten zijn van mening dat 100% automatisering een onbereikbaar doel is. In plaats daarvan promoten ze het idee om de interne STP-niveaus binnen het bedrijf te verhogen door de bedrijfsgroepen aan te moedigen samen te werken om de kwaliteit van het automatiseren van transactie-informatie onderling te verbeteren, hetzij bilateraal, hetzij als een gebruikersgemeenschap (externe STP). Andere analisten zijn echter van mening dat STP met de komst van functionele compatibiliteit van bedrijfsprocessen zal worden bereikt.